# تضرر الدنا الطبيعي

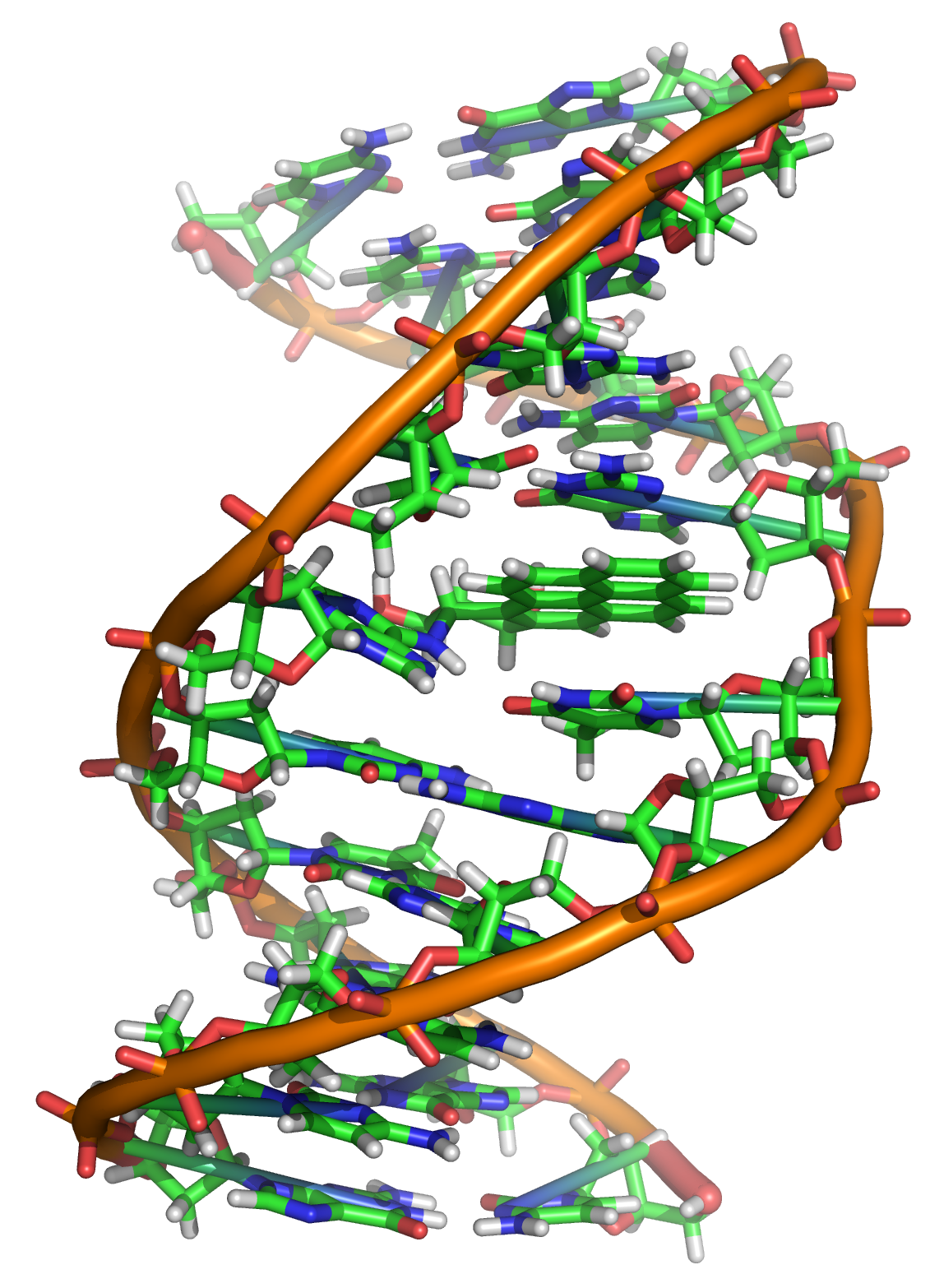
رابطة تساهمية بين الدنا وهيئة استقلاب نشطة لناتج إضافة لبنزو(a)بيرين، المطفّر الرئيسي في تدخين التبغ.

يختلف تضرر الدنا بشكل واضح عن الطفرة، رغم أن كلاهما يعتبر نوعا من أنواع الأخطاء بالدنا، تضرر الدنا هو تغيُّر البنية الكيميائية للدنا في حين أن الطفرة عبارة عن تغيُّر في تسلسل أزواج القواعد في سلسلتيه. يتسبب تضرر الدنا في تغيرات في بنية المادة الوراثية ويمنع آلية التضاعف من العمل بشكل صحيح.
لتضرر الدنا والطفرات نتائج بيولوجية مختلفة، ورغم أنه يمكن إصلاح وترميم معظم تضررات الدنا، يبقى هذا الترميم غير فعال 100% حيث تتراكم جزيئات الدنا المتضررة في خلايا غير متضاعفة مثل الخلايا الدماغية أو العضلية لدى الثدييات البالغة مسببة الشيخوخة (انظر كذلك فرضية الشيخوخة بتضرر الدنا). في الخلايا المتضاعفة مثل خلايا الظهارة المعوية، تظهر أخطاء أثناء تضاعف سلسلة دنا متضررة سابقا أو خلال ترميم تضررات الدنا، يمكن أن تتسبب هذه التضررات في طفرات أو تغيرات خلقية.، يمكن أن يتم تضاعف وتمرير كلا هذين النوعين من التغيرات إلى خلايا الأجيال القادمة، ويمكن لهذه التغيرات تغيير وظيفة جين أو تغيير نظام التعبير عنه، وربما المساهمة في تطور السرطان.
توجد عبر دورة الخلية العديد من نقاط الفحص للتأكد من صحة وقابلية الخلية للقيام بعملية الانقسام الخلوي. النقاط الرئيسية الثلاث هي ج1 وج2 وفي نقطة فحص التجميع المغزلي أين يتم تنظيم التقدم عبر طور الصعود، يتم في الطورين ج1 وج2 الفحص والبحث عن الدنا المتضرر ، وخلال المرحلة س تكون الخلية أكثر قابلية لتضرر الدنا من أي مرحلة أخرى في دورة الخلية، يتم في مرحلة الفحص ج2 البحث عن الدنا المتضرر والتأكد من تمام عملية تضاعفه. تضرر الدنا هو تغير في بنيته كمثال: قطعٌ في إحدى سلسلتي الدنا أو غياب قاعدة من العمود الفقري للدنا، أو قاعدة كيميائية متغيرة مثل (8-أ.غ.م). يظهر تضرر الدنا طبيعيا أو عبر عوامل محيطية، رد تضرر الدنا (DDR) هو مسار نقل إشارة معقدة؛ يتعرف على الدنا حين يتضرر ويقوم ببدء رد الخلية على التضرر.

## أنواعه
يمكن أن ينتج تضرر الدنا الحاصل طبيعيًا عن عمليات الأيض أو التحلل المائي. يطلق الأيض مركبات مؤذية للدنا منها مركبات الأكسجين التفاعلية ومركبات النيتروجين التفاعلية ومركبات الكربونيل التفاعلية ونواتج فوق أكسدة الليبيد والعوامل المؤلكلة، وغيرها، بينما يحلل التحلل المائي الروابط الكيميائية في الدنا. تظهر أضرار الدنا التأكسدية الطبيعية على الأقل 10,000 مرة لكل خلية يوميًا لدى البشر وما يصل إلى 100,000 مرة لكل خلية يوميًا لدى الجرذان.
يمكن أن يُنتج تضرر الدنا التأكسدي أكثر من 20 نوعًا من القواعد المحوّرة بالإضافة إلى انقطاعات أحادية السلسة. 
تشمل الأنواع الأخرى من تضرر الدنا الذاتي، الواردة أدناه مع تواترات حدوثها، نزع البيورين ونزع البيرميدين والانقطاعات ثنائية السلسلة و6-O-ميثيل غوانين ونزع أمين السايتوسين.
يمكن أن يتضرر الدنا بسبب عوامل بيئية أيضًا. العوامل البيئية مثل الأشعة فوق البنفسجية والإشعاعات المؤينة والمواد الكيميائية السامة للجينات. يمكن أن تتوقف شوكة التضاعف بسبب تضرر الدنا وتعتبر الانقطاعات ثنائية السلسة أيضًا شكلًا من أشكال تضرر الدنا.

### التواترات
تُظهر القائمة أدناه بعض تواترات حدوث الأضرار الطبيعية الجديدة للدنا يوميًا الناتجة عن العمليات الخلوية الداخلية.
- الأذيات التأكسدية
  - البشر، لكل خلية يوميًا
    - 10,000

  - 11,500
    - 2,800 الأضرار المحددة 8-أوكسوغوا، 8-أوكسود جي بالإضافة إلى 5-إتش إم يورا
- 2,800 الأضرار المحددة 8-أوكسوغوا و 8-أوكسود جي بالإضافة إلى 5-إتش إم يورا (مكررة مع تغيير المصدر)
  - الجرذان، لكل خلية يوميًا
    - 74,000
    - 86,000
    - 100,000
- الفئران، لكل خلية يوميًا
  - 34,000 الأضرار المحددة 8-أوكسو-غوا و8-أوكسود جي بالإضافة إلى 5-إتش إم يورا
  - 47,000 الأضرار المحددة 8-أوكسود جي في كبد الفأر
  - 28,000 الأضرار المحددة 8-أوكسو-غوا و8-أوكسود جي و5-إتش إم يورا
- نزع البيورين
  - خلايا الثدييات، لكل خلية يوميًا
    - 2,000 حتى 10,000
    - 9000
    - 12,000
    - 13,920
- نزع البيرميدين 
  - خلايا الثدييات، لكل خلية يوميًا
    - 600
    - 696
- الانقطاعات أحادية السلسة
  - خلايا الثدييات، لكل خلية يوميًا
    - 55,200
- الانقطاعات ثنائية السلسة
  - الخلايا البشرية، لكل خلية يوميًا
    - 10 
    - 50
- 6-O-ميثيل غوانين
- خلايا الثدييات، لكل خلية يوميًا
- 3,120
- نزع أمين السايتوسين
- خلايا الثدييات، لكل خلية يوميًا
- 192

يعد إم 1 دي جي (اختصار 3-2’ ديوكسي بيتا دي إريثرو بنتوفيورانوسيل) من أضرار الدنا الذاتية المهمة الأخرى. قد يكون إفراز إم 1 دي جي في البول (الذي يعكس على الأرجح معدل حدوث هذا التضرر) أقل بمقدار 1,000 مرة من إفراز 8-أوكسود جي. ومع ذلك، قد يكون مستوى ثبات الحالة في الدنا مقياسًا أكثر أهمية، إذ يعكس كلًا من معدل الحدوث ومعدل ترميم الدنا. إن مستوى ثبات الحالة للتضرر إم 1 دي جي أعلى منه في 8-أوكسود جي. وهو ما يشير إلى أن بعض أضرار الدنا المنتجَة بمعدل منخفض يصعب ترميمها وتبقى في الدنا بمستوى ثبات حالة عالٍ. كل من إم 1 دي جي و8-أوكسود جي مُطَفِّران.

### مستويات ثبات الحالة
تمثل مستويات ثبات الحالة لأضرار الدنا التوازن بين التكوين والترميم. وُصِّف أكثر من 100 نوع من تضرر الدنا التأكسدي، ويشكل 8-أوكسود جي نحو 5% من الأضرار التأكسدية ثابتة الحالة في الدنا. قدر هيلبوك وآخرون وجود 24,000 ناتج ضم دنا تأكسدي ثابت الحالة لكل خلية في الجرذان الشابة و66,000 ناتج ضم لكل خلية في الجرذان الهرمة. ما يعكس تراكم تضرر الدنا مع تقدم العمر. يوصف تراكم تضرر الدنا مع تقدم العمر في نظرية الشيخوخة بتضرر الدنا.
قاس سوينبيرغ وآخرون متوسط كميات أضرار الدنا الذاتية ثابتة الحالة في خلايا الثدييات. يبين الجدول الأضرار السبعة الأكثر شيوعًا التي قيموها.
الجدول 1. كميات أضرار الدنا الذاتية ثابتة الحالة
| الآفات الذاتية                        | العدد لكل خلية |
| المواقع غير القاعدية                  | 30,000         |
| إن7-(هيدروكسي إيتيل) غوانين           | 3,000          |
| 8-هيدروكسي غوانين                     | 2,400          |
| 7-(2-أوكسوإثيل) غوانين                | 1,500          |
| نواتج ضم الفورمالديهايد               | 960            |
| أكرولين الغوانين منقوص الأكسجين       | 120            |
| مالونديالدهيد الغوانين منقوص الأكسجين | 60             |

أشار ناكامورا وسوينبيرج عند تقييم الأضرار ثابتة الحالة في أنسجة معينة عند الجرذان إلى اختلاف عدد المواقع غير القاعدية من نحو 50,000 لكل خلية في الكبد والكلية والرئة إلى نحو 200,000 لكل خلية في الدماغ.

## مسارات الجزيئات الحيوية
حُددت البروتينات التي تعزز تضرر الدنا الذاتي في ورقة بحثية عام 2019 على أنها بروتينات «زيادة التضرر» للدنا. تنقسم آليات بروتينات زيادة التضرر إلى 3 مجموعات:
- زيادة الأكسجين التفاعلي عبر الناقلات الغشائية.
- الفقدان الصبغي عبر ربط الجسيم المكرر.
- توقف النسخ عبر عوامل النسخ.

يكون التعبير عن مماثلات بروتينات زيادة التضرر عند البشر زائدًا في الجينات الورمية المعروفة، ويكون وجود الحمض النووي الريبوزومي الصغير المرتبط بها في الأورام مؤشرًا على تولد طفرات عالي وإنذار سيئ 

## ترميم الدنا المتضرر
في حال وجود تضرر دنا، يمكن للخلية أن ترمم الضرر أو تحث بدء موت الخلية إذا كان الضرر لا يمكن ترميمه.

### أنواعه
يبين هذا الجدول الأنواع السبعة الرئيسة لترميم الدنا ومسار واحد لتحمل الضرر، والآفات التي تعالجها ودقة الترميم (أو التحمل).
المسارات الرئيسة لترميم الدنا وآلية تحمل واحدة
| مسار الترميم                                                     | الآفات | الدقة              | المرجع |
| ترميم باستئصال القاعدة                                           | يصحح تضرر الدنا التأكسد ونزع الأمين والألكلة، والانقطاعات أحادية السلسة أيضًا.                                                                        | دقيق               | [ 14 ] |
| ترميم باستئصال النوكليوتيد                                       | الآفات التأكسدية الذاتية مثل سيكلوبورين وثنائيات الثايمين الناتجة عن أشعة الشمس (مثنويات البوتان الحلقي والبيريميدين (6-4) منتجات بيريميدون الضوئية) | دقيق               | [ 15 ] |
| الترميم الموجه بالتماثل                                          | انقطاعات ثنائية السلسة في منتصف طور التركيب أو منتصف طور النمو الثاني من دورة الخلية                                                                 | دقيق               | [ 16 ] |
| انضمام النهايات غير المتماثل                                     | انقطاعات ثنائية السلسلة إذا كانت الخلايا في طور السكون أو طور النمو الأول أو طور النمو الثاني من دورة الخلية                                         | غير دقيق إلى حد ما | [ 17 ] |
| انضمام النهايات بوساطة التماثل الدقيق أو انضمام النهايات البديلة | انقطاعات ثنائية السلسلة في طور التركيب من دورة الخلية                                                                                                | دائمًا غير دقيق     | [ 17 ] |
| ترميم الدنا غير المتطابق                                         | استبدال قاعدي غير مطابق ونشوء عدم التطابق في الحذف والإدخال خلال تضاعف الدنا                                                                         | دقيق               | [ 18 ] |
| العكس المباشر (إم جي إم تي و ألك بي)                             | يُعكس 6-O-ميثيل غوانين إلى غوانين بواسطة إم جي إم تي، يُنزع الميثيل من بعض القواعد الممثيلة بواسطة ألك بي                                              | دقيق               | [ 19 ] |
| التركيب العابر للآفات                                            | عملية تحمل تضرر الدنا التي تسمح لآلة تنسُّخ الدنا بعبور آفات الدنا.                                                                                    | قد يكون غير دقيق   | [ 20 ] |